# Dito di Dio
Dito di Dio (italsky Boží prst) je výrazná skalní jehla o nadmořské výšce 2603 m n. m. nalézající se v Dolomitech v italské provincii Belluno. Spolu s jezerem Lago di Sorapiss ležícím pod ní tvoří nejznámější fotografický motiv z horské skupiny Sorapiss.

## Poloha a okolí
Dito di Dio se nachází v centru horské skupině Sorapiss severovýchodně od vrcholu Punta Sorapiss, se kterým je spojen hřebenem přes Punta Zurlon (2720 m). Západně a východně od vrcholu se spojují dva kary, které vytvářejí údolí Circo del Sorapiss, v němž se nachází jezero Lago di Sorapiss. Tyrkysově modré jezero je považováno za jednu z dominant přírodního parku Dolomiti d'Ampezzo a také za součást světového dědictví UNESCO "Severní Dolomity". Nejbližší základnou je horská chata Rifugio Vandelli (1928 m) ležící jižně od průsmyku Passo Tre Croci v bezprostřední blízkosti břehu jezera Lago di Sorapiss. Vedou tudy Dolomitské vysokohorské stezky Alta via č. 3 a Alta via č. 4.

## Alpinismus
První výstup na tuto výraznou skalní jehlu uskutečnil v roce 1899 Viktor Wolf von Glanvell s Güntherem Freiherrem ze Saaru, nyní je však vrchol spojován především s Emiliem Comicim, který zde otevřel dvě ve své době přelomové cesty. 24. srpna 1929 uskutečnil spolu s Giordanem Brunem Fabjanem prvovýstup přibližně 500 metrů vysokou severozápadní stěnou (V). V září 1936 zvládl s Pierem Mazzoranou a Sandrem Del Torsem prvovýstup severní stěnou (VI). Tento výstup jim zabral celkem 13 hodin. Tato cesta se leze dodnes a nabízí ji místní horští vůdci. Severovýchodní stěnu (V) otevřeli 29. června 1958 dva členové skupiny Scoiattoli di Cortina.

## Přístup
Dnešní extrémně náročný výstup vede převážně severní stěnou. Trasa o obtížnosti VI vyžaduje výbornou fyzickou kondici, velmi dobré lezecké schopnosti a vhodné vybavení. Výchozím bodem pro 10 až 12hodinovou túru je Rifugio Vandelli.